# Hovhannès Kadjaznuní
Hovhannès Kadjaznuní (Հովհաննես Քաջազնունի) fou un polític i arquitecte armeni que exercí com el primer Cap de Govern de la República Democràtica d'Armènia entre el 6 de juny de 1918 i el 7 d'agost de 1919. Fou membre de la Federació Revolucionària Armènia (FRA).

## Biografia

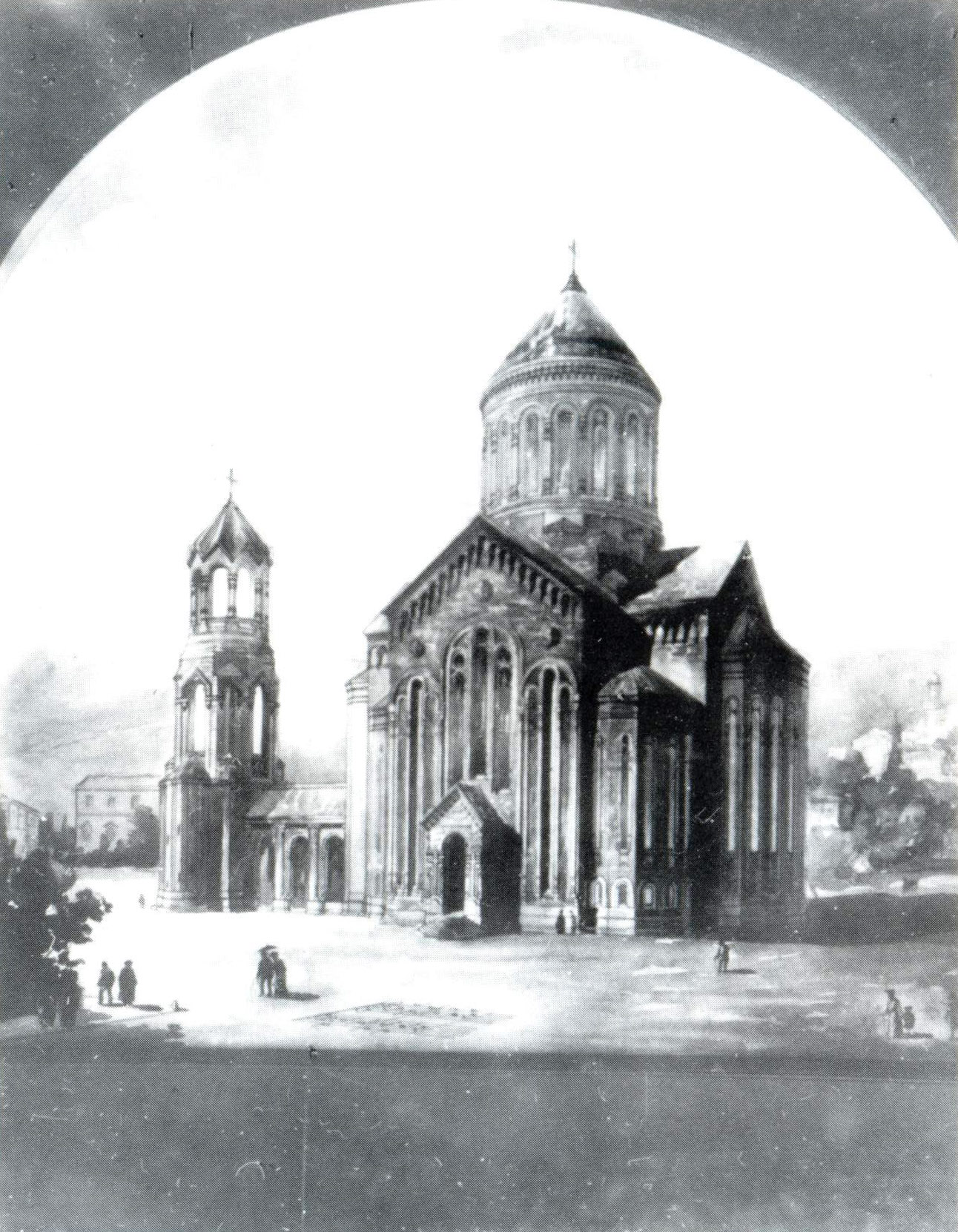
Catedral armènia de Bakú (1911)

Kadjaznuní va nàixer com a Hovhannès Ter-Hovhannisian el 1868 en l'actual Akhaltsikhe, aleshores part de l'Uiezd d'Akhaltsikhe de la Gubèrnia de Tiflis a l'Imperi Rus, actualment part de Geòrgia. Assistí a l'escola secundària a Tiflis entre els anys 1877 i 1886. L'any 1887 es traslladà a Sant Petersburg, entrant a l'Institut d'Arquitectura Civil i graduant-se amb honors el 1893. Durant la seua estada a Sant Petersburg, Kadjaznuní va unir-se a la Federació Revolucionària Armènia (FRA), esdevenint amb el temps una de les figures més importants de la formació política. Després de graduar-se, treballà al departament d'obres públiques de l'administració provincial de Bakú entre el 1893 i el 1895, com a arquitecte a Batumi entre el 1895 i el 1897 i com a arquitecte regional a l'administració provincial de Tiflis entre els anys 1897 i 1899. Entre 1899 i 1906, treballà com a arquitecte en cap a Bakú, dissenyant hospitals, edificis d'apartaments i la seua obra mestra, la Catedral de Sant Tadeu i Sant Bartomeu, completada el 1911. A partir de 1906, es dedicà completament a les activitats socials i polítiques.
Kadjaznuní abandonà el Caucas l'any 1911 en ser cridat a testificar al juí dels membres de la FRA pel govern imperial rus a Sant Petersburg el gener de 1912. Va viure a Constantinopla i a Van fins al 1914, quan tornà al Caucas. Allà formà part del Consell Nacional Armeni l'any 1917 i fou representant de la FRA al Seym, el parlament transcaucàsic fins al 1918.

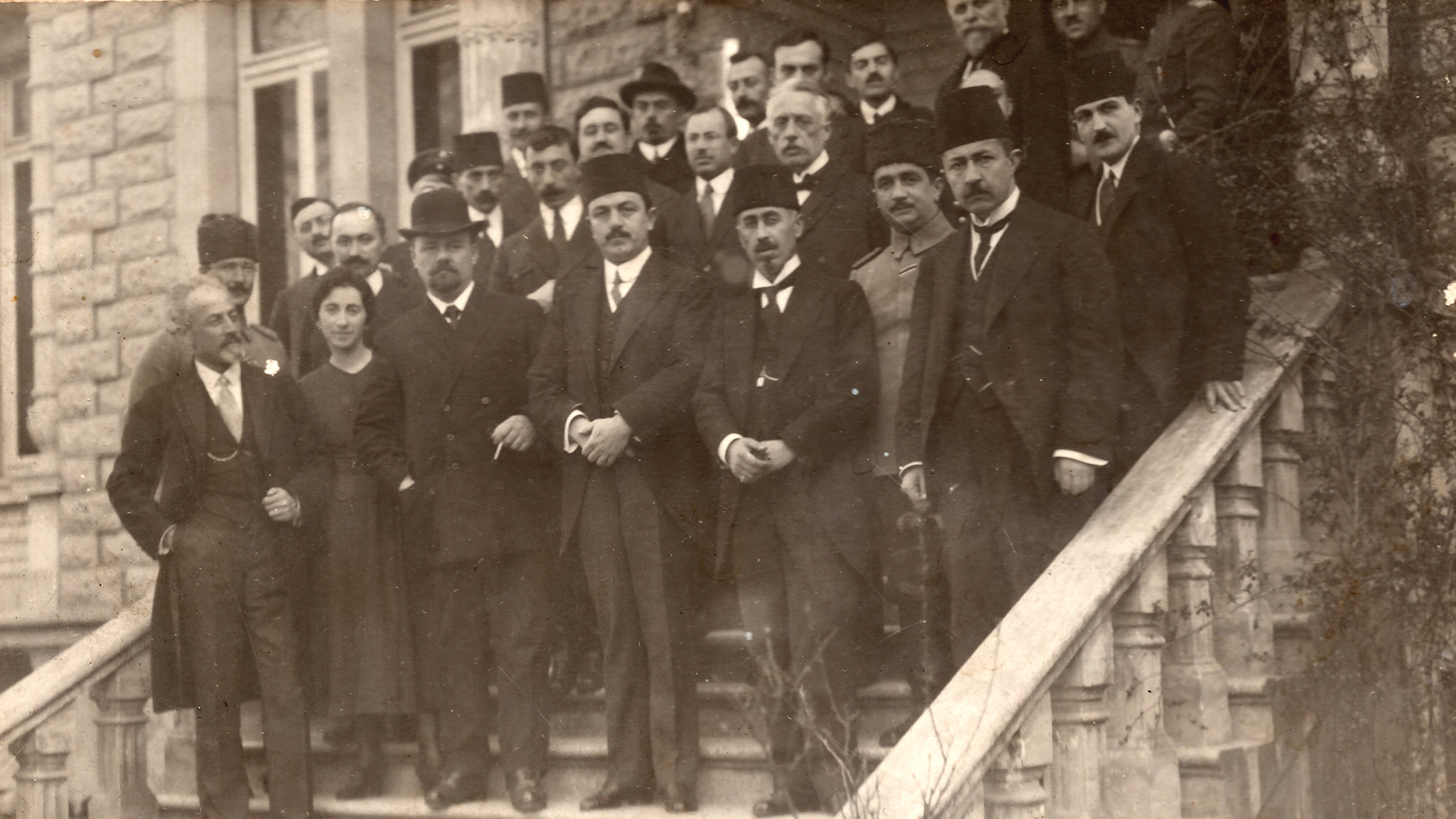
Assistents a la conferència de pau de Trebisonda (1918)

Fou part de la delegació armènia per a les converses de pau amb l'Imperi Otomà a la conferència de pau de Trebisonda, la qual començà el 14 de març de 1918. Els tres grups de delegats transcaucàsics (musulmans, georgians i armenis) tenien diferents interesos i estaven en posició desfavorable per a negociar amb els otomans. Mentre les converses continuaven, el tercer exèrcit otomà reprengué Erzurum després que l'exèrict imperial rus abandonara la posició i retrocedirà cap a la frontera russa prèvia. Aquesta retirada animà Akaki Chkhenkeli, el menxevic georgià lider de la delegació transcaucàsica, a informar unilateralment als otomans que ell acceptaria el tractat de Brest-Litovsk com a base de la negociació, abandonant així les demandes armènies al territori otomà. Aquesta concessió fou rebutjada pel Seym, el qual ordenà Chkhenkeli i la delegació retornar a Tiflis.
La presa de Batumi per les tropes otomanes el 14 d'abril de 1918 desanimaren als menxevics georgians de continuar lluitant contra els otomans i forçaren als seus aliats transcaucàsics a acceptar els dos pre-requisits otomans per a reprendre les converses: el reconeixement dels drets territorials turcs i el trencament total amb Rússia. Així, els menxevics i els musulmans proposaren al Seym el 22 d'abril de 1918 l'establiment de la República Democràtica Federal de Transcaucàsia amb el recolzament dubtós dels cada vegada més aïllats representants armenis. El gabinet de la nova república, dirigit i seleccionat per Chkhenkeli com a Primer Ministre designat, va incloure a Kadjaznuní com a un dels quatre membres armenis. Un dels primers actes de Chkhenkeli, sense consultar el Seym o als ministres armenis, fou ordenar la rendició de l'exèrcit armeni en Kars als otomans. Els enfurismats líders armenis renunciaren als seus càrrecs al gabinet i demanaren la dimissió de Chkhenkeli. Els menxevics van accedir a canvi de que el nou Primer Ministre fóra Kadjaznuní o altre armeni. Els armenis es van adonar que la nominació d'un primer ministre armeni provocaria que els otomans ataquessin l'Armènia russa, que estava en primera línia des de la pèrdua de Kars. En conseqüència, Kadjaznuní i els seus companys del FRA van permetre que el Seym confirmés les seves posicions al gabinet el 26 d'abril de 1918.

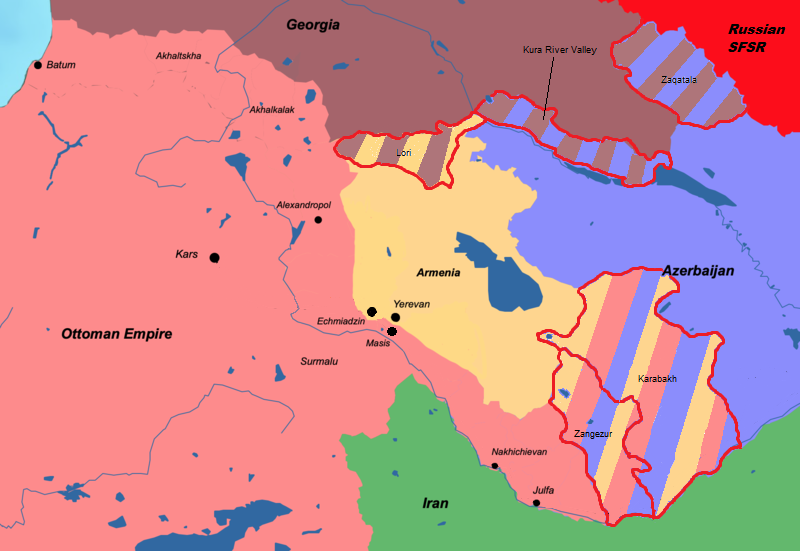
Mapa del tractat de Batumi

Kadjaznuní també acompanyà Chkhenkeli com a delegat a la conferència de pau de Batumi que començà l'11 de maig de 1918. A la conferència, els otomans augmentaren les seues exigències, demanant també Akhaltsikhe i Akhalkalaki a la Gubèrnia de Tiflis i la meitat occidental de la Gubèrnia d'Erivan. Abans que la delegació transcaucàsica donara una resposta, les forces otomanes invadiren la Gubèrnia d'Erivan i, el 15 de maig, capturaren Alexandropol. Una setmana després, ja es trobaven prop d'Erivan i Karakilisa. Incapaços de negociar res més favorable que la capitulació amb els otomans, els líders geogrians a les converses de Batumi van acordar un tractat bilateral amb Alemanya per tal d'intercanviar protecció alemanya pels recursos econòmics georgians. El resultat fou la dissolució de la república federal pel Seym el 26 de maig de 1918, sent creada la República Democràtica de Geòrgia el mateix dia i les d'Azerbaidjan i Armènia el 28 de maig.

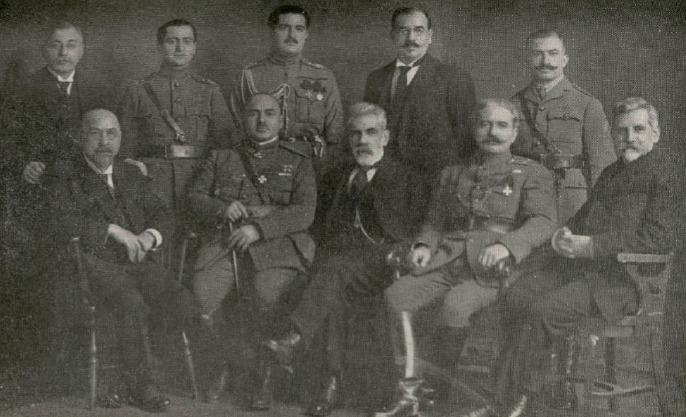
Missió diplomàtica armènia als EUA, 1919. Al centre, Kadjaznuní

El Consell Nacional Armeni va elegir Kadjaznuní com el primer Primer Ministre de la República Democràtica Armènia el 6 de juny de 1918, formant govern el 30 de juny. Kadjaznuní romangué al càrrec fins al 7 d'agost de 1919; després va anar en missions diplomàtiques a Europa (començaments d'agost de 1919) i els EUA (des del 9 d'octubre de 1919 fins a l'agost de 1920). Durant la batalla de Zangibasar (actual Massís) el juny de 1920, el seu fill Aram (lloctinent de les forces armades d'Armènia) fou assassinat per rebels tàrtars; aquest fou el seu segon fill perdut batallant des del 1918. Kadjaznuní tornà a Armènia per a ser nomenat president del parlament el 4 de novembre de 1920. Fou arrestat després que els bolxevics arribaren al poder el desembre de 1920 però fou alliberat durant la revolta anti-comunista de febrer del 1921.
Finalitzat l'alçament del febrer de 1921, deixà el país i visqué a Bucarest entre 1921 i 1924. L'any 1925 tornà a l'Armènia Soviètica i treballà com a arquitecte a Leninakan. També fou docent al departament tècnic de la Universitat Estatal d'Erevan, sent lector de construcció i arquitectura. El 1930 accedí al recentment creat Institut de Construcció, aconseguint plaça com a professor. Kadjaznuní fou membre de la Unió Armènia d'Arquitectes. Fou víctima de la Gran Purga d'Stalin, arrestat i empresonat l'any 1937, on morí el 1938. La data exacta de la seua mort és desconeguda.